# ムハンマド (クルアーン)
『ムハンマド』とは、クルアーンにおける第47番目の章（スーラ）。38の節（アーヤ）から成る。